# Pëtr Pletnëv
Pëtr Aleksandrovič Pletnëv (in russo: Пётр Александрович Плетнёв?; Tebleši, 21 agosto 1792 – Parigi, 10 gennaio 1866) è stato un poeta e critico letterario russo.

## Biografia
Pletnëv fece amicizia con il poeta Aleksandr Sergeevič Puškin, dal quale gli dedicò a egli il suo romanzo in versi Eugenio Onegin. Dopo la morte di Puškin nel 1837, Pletnëv pubblicò la sua rivista letteraria Sovremennik fino a quando quest'ultima fu venduta a Nikolaj Nekrasov nel 1846. Come critico, egli si oppose fortemente a Vissarion Belinskij e ai giornalisti che apprezzavano "idee progressive".
Con il sostegno di Sergej Uvarov, Pletnëv guadagnò molti incarichi didattici a San Pietroburgo e altri posti, tra cui, infine, tutore di Alessandro II. Fu influenzato, da Vasilij Žukovskij a Nikolaj Gogol' a Fëdor Dostoevskij.
Fu decano dell'Università di San Pietroburgo (1840-61) e accademico dell'Accademia delle Scienze di Pietroburgo (1841).